# Silvestro cacciatore di topi
Silvestro cacciatore di topi (Cats A-Weigh) è un film del 1953 diretto da Robert McKimson. È un cortometraggio animato della serie Merrie Melodies, prodotto dalla Warner Bros. e uscito negli Stati Uniti il 28 novembre 1953. I protagonisti del cartone animato sono gatto Silvestro, Silvestrino e Hippety Hopper.

## Distribuzione

### Edizione italiana
Il corto arrivò in Italia direttamente in televisione nel 1969 e il doppiaggio fu eseguito dalla C.D.C. con dialoghi scostanti dagli originali. Nel 1999, in occasione della riedizione TV, è stato eseguito un ridoppiaggio ad opera della Time Out Cin.ca sotto la direzione di Massimo Giuliani e con dialoghi più corretti scritti da Raffaela Pepitoni.